# ロイド・プライス
ロイド・プライス (Lloyd Price、1933年3月9日 - 2021年5月6日) は、米国のR&B、ロックンロール・シンガーであり、実業家であった。代表曲は1952年ヒット、"Lawdy Miss Clawdy"で、ローリンストーン誌は、この曲をロックンロール時代を築くのに貢献した一曲と讚えている。

## 来歴
1933年、プライスは米国ルイジアナ州ニューオーリンズの郊外の街、ケナー生まれた。彼の母親の経営していたフィッシュ・フライのレストランにあったジューク・ボックスで、幼い頃からルイ・ジョーダン、ロイ・ミルトンなどのジャンプ、R&B系のサウンドに親しんだ。
まだ10代の頃、ニューオーリンズでバンドを結成して活動していたところをデイヴ・バーソロミューに見いだされ、スペシャルティ・レコードと契約した。1952年3月、同レーベルからのデビュー・シングル"Lawdy Miss Clawdy"をリリースしたところ、これがR&Bチャートのトップの座に7週間とどまる大ヒットを記録した。
1954年に軍隊に入隊し、朝鮮戦争に参加した。1957年に帰還すると、自身のレーベルKRCを友人のハロルド・ローガンと立ち上げる一方、自身のレコーディングでは"Just Because" (1957年)、"Stagger Lee" (1959年)、"Personality" (1959年)などのヒットを生み続けた。1960年代には、更にターンテーブルというレコードレーベルも立ち上げている。
1969年にローガンが殺害されたことをきっかけにプライスは音楽の世界から遠ざかっていった。1970年代に入ると彼はアフリカに移住し、ドン・キングとモハメド・アリの試合を推進するなど音楽以外のことに力を注いだ。1980年代にアメリカに戻ったものの、本格的に音楽活動を再開させることはなかった。
しかし1993年、ゲイリーU.S.ボンズ、リトル・リチャード、ジェリー・リー・ルイスとともにヨーロッパ・ツアーに参加。その後もニューオーリンズ・ジャズ&ヘリテッジ・フェスティバルへ出演するなどした。
1998年、プライスはロックの殿堂入りを果たしている。
晩年のプライスは自身が立ち上げた食品会社、ロイド・プライス・アイコン・フード・ブランズの社長を務めており、アーティスト活動よりはビジネスマンとしての活動に力を入れていた。
2021年5月6日、その生涯に幕を閉じた。88歳没。

## ディスコグラフィー
- 1959年 Exciting Lloyd Price (ABC)
- 1959年 Mr. Personality (ABC)
- 1960年 Fantastic (ABC)
- 1960年 Mr. Personality Sings the Blues (ABC)
- 1960年 Mr. Personality's Big 15 (ABC)
- 1961年 Cookin' (ABC)
- 1961年 Lloyd Price Sings the Million Sellers (Paramount)
- 1961年 Sings the Million Sellers (ABC)
- 1963年 Lloyd Price Orchestra (Double)
- 1963年 'Misty (Up Front)
- 1964年 Mr. Rhythm & Blues (Grand Prix)
- 2017年 This Is Rock and Roll (Double L)